# Мураталиев, Муса
Муса Мураталиев — советский, киргизский и российский писатель.
Муса Мураталиев родился в семье Мураталиева Ырыскльди (1910—1943) и Джакыповой Айши (1913—1979). Муса — четвёртый ребёнок в семье, старший брат Бекджан Мураталиев умер 28 февраля 1994, в Кыргызстане живут две его сестры.
Рано лишился отца и жил в семье дедушки. Мать работала в лесхозе. Юные годы отражены в таких произведениях Мусы Мураталиева, как романы «Майская кукушка», «Желтый снег», «Жизнь Мусакуна», «Щепотка земли», «Сказитель Манаса», в повестях «Две жизни», «Мужские игры», «Охота на волков» и др.
Окончил школу в 1959 году в городе Нарыне. Для продолжения образования в семье не было средств, поэтому Муса Мураталиев начинает работать, сначала проводником научной экспедиции АН Киргизской ССР, а потом переезжает во Фрунзе (ныне Бишкек). Работает в тех учреждениях, где предоставлялось общежитие. Спустя год поступает на вечернее отделение Киргизского государственного университета. В 1965 году он поступает в Литературный институт имени А. М. Горького, который успешно закончил в 1970 году.
В 1969 году журнал «Ала-Тоо» опубликовал его первый роман «Токой» (с сокращениями), который подвергся резкой критике по идейным соображениям. В том же году журнал «Литературный Киргизстан» опубликовал его новеллу «Или ты чужой?». С этого времени начинает регулярно печататься в республиканских и центральных газетах и журналах.
Работает корреспондентом газеты «Советская Киргизия». В 1971 году становится редактором литературно-драматического вещания в Госкомитете Совмина Киргизской ССР по телевидению и радиовещанию.
В 1972 году он — собственный корреспондент Агентства печати «Новости» по Киргизской ССР. В 1974 году Муса Мураталиев был назначен на должность консультанта по киргизской литературе правления Союза писателей СССР. С этого времени постоянно живёт в Москве. В головной организации писателей проработает более 20 лет.
С 1997 по 2005 год преподавал на должности профессора в Высшем театральном училище им. М. С. Щепкина. С 1993 по 2011 год внештатно сотрудничал с радио «Свобода».
Женат, имеет двоих детей. Супруга: Мураталиева С. Г. — доцент кафедры зарубежной музыки Московской государственной консерватории им. П. И. Чайковского, кандидат искусствоведения. Дочь Айдина закончила Московский государственный психолого-педагогический институт, замужем, имеет двоих детей. Сын Акбар, выпускник биологического факультета МГУ имени М. В. Ломоносова.
В 1974 году Мураталиев был принят в Союз писателей СССР. В 1997 году становится членом Союз писателей Москвы.
В 2011 году был принят в Русский ПЕН-центр.
Награждён медалью «За трудовое отличие», медалями «Ветеран труда», «В память 850-летия Москвы».
Ему присвоено почетное звание «Заслуженный работник культуры Российской Федерации».

## Творчество
Центральной темой творчества М. Мураталиева является нравственный выбор, стоящий перед героями, которыми часто бывают обитатели Чештюбе. Он пишет о жителях одной долины, а волнующие их вопросы носят общечеловеческий характер. Каждое произведение писателя дополняет недостающую сторону этого мира, «укладывающееся в большое жизненное содержание в длительной продолжительности времени.», что придает им эпический размах. В его романах нет «идеологической обусловленности.»
В 1985 году немецкое издательство «Volk und Welt» выпустило сборник рассказов и повестей нового поколения советских писателей, куда вошла повесть М. Мураталиева «Хваткий мой» наряду с произведениями таких авторов, как В. Маканин, В. Крупин, А. Ким, Л. Петрушевская и др.
В своё время некоторые его произведения терпели притеснения со стороны официальных властей. Роман «Майская кукушка» критиковался на январском (1987 года) пленуме ЦК КПСС, как «отступление от классовых позиций и принципов историзма».
«…в своем романе „Майская кукушка“ писатель т. Мураталиев, отступив от классовых позиций, принципов историзма, непомерно сгустив краски, вопреки истине, своей трактовкой этих событий он объективно подогревает националистические предрассудки» (из выступления Первого секретаря ЦК КП Кыргызстана).
«…некоторые литераторы необъективно трактуют в своих произведениях обстановку 1916 года в Киргизии, заостренно и натуралистически описывают, отдельные конфликтные эпизоды. Надо сказать, что в своем стремлении выпячивать межнациональные столкновения 1916 года писатель Мураталиев М., не одинок…» (из выступления председателя КГБ Киргизской ССР).
Была попытка снять его с работы, помогла лишь твёрдая позиция известных писателей Ч. Айтматова, Р. Гамзатова, Я. Козлова, З. Кедриной и Секретаря СП СССР Ю. Верченко.
Долгое время после этого произведения М. Мураталиева не печатались. Только в 2011 году Мураталиев выпустил новую книгу, куда вошли два романа: «Идол и Мария» и «Сказитель Манаса». В них отражены перемены, произошедшие в бывшем советском обществе. Эта же тема продолжена в романах «Тоска по огню», «Нашествие мигрантов» и «Гастарбайтер».
Роман «Нашествие мигрантов» … можно назвать бомбой замедленного действия "
В его творчестве важное место занимает мир природы.
"…настоящий писатель может сделать персонажем увлекательной книги любого зверя".

## Книги на русском языке

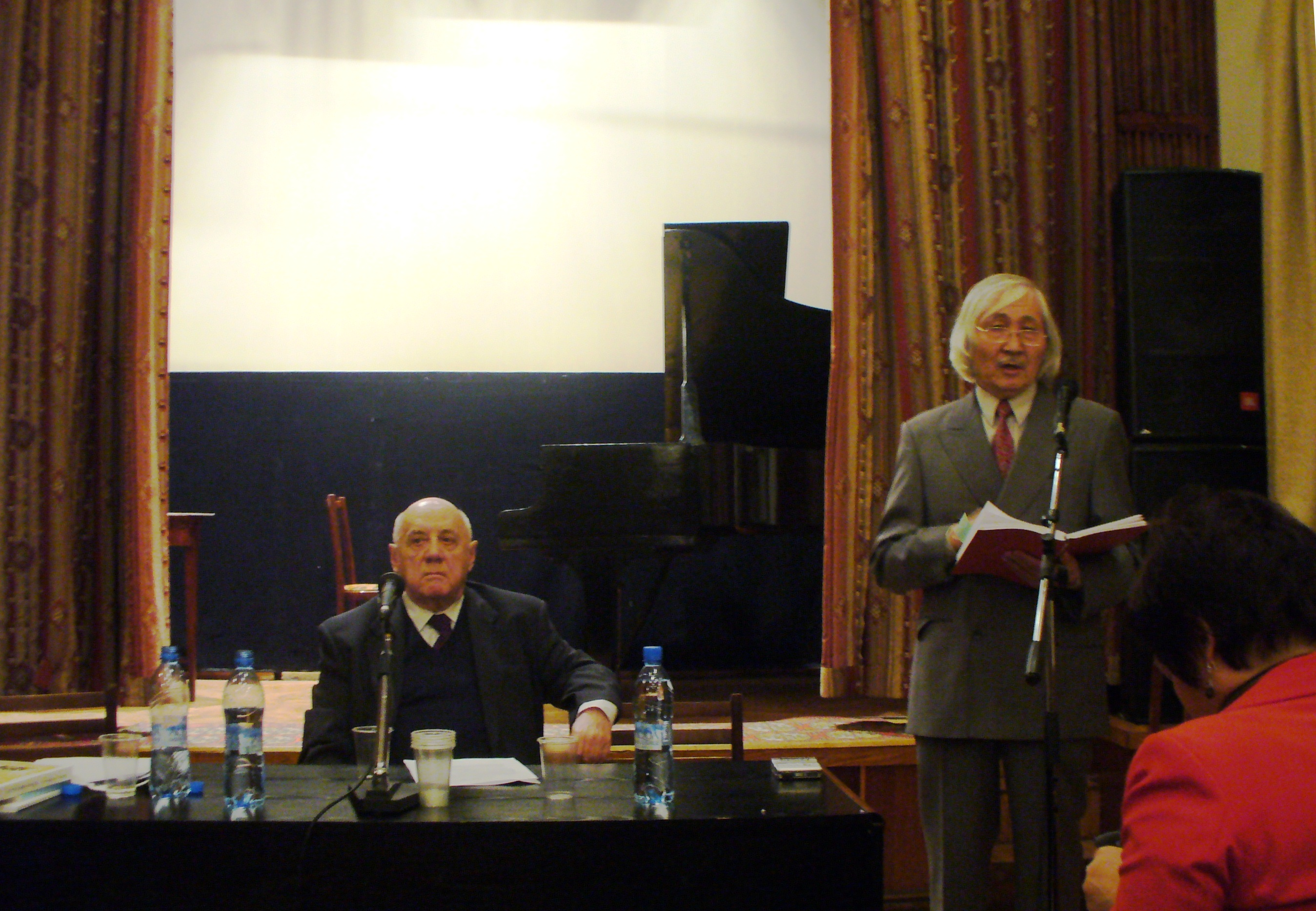
Писатели Александр Рекемчук, Муса Мураталиев

- 1973 — Ближе к полудню: рассказы. — Москва. «Детская литература». 48 с.
- 1978 — Две жизни: повести и рассказы. — Москва. «Советский писатель». −279 с.
- 1982 — Теплота: рассказы. — Москва. «Детская литература». — 64 с.
- 1982 — Жёлтый снег: роман, повесть, рассказы. — Москва. «Молодая гвардия». — 304 с.
- 1986 — Молодой тынар: повести, рассказы. — Фрунзе, «Мектеп». — 166 с.
- 1989 — Майская кукушка: роман, повести. — Москва. «Советский писатель». — 344 с. ISBN 5-265-00810-1
- 1993 — Чёрная птица: рассказы. — Москва. «Детская литература». — 24 с. ISBN 5-08-001875-5
- 1993 — Золотой фазан: сказки. — Москва. «Семетей». — 47 с. ISBN 5-900399-01-X
- 2011 — Идол и Мария: романы. — Москва. «Зебра Е». — 320 с. ISBN 978-5-94663-079-5
- 2012 — Тоска по огню: роман, повести. — Москва. «Зебра Е». — 320 с. ISBN 978-5-905629-72-3
- 2014 — Нашествие мигрантов: роман, повесть.— Москва. «Зебра Е». — 356 с. ISBN 978-5-906339-78-2
- 2017 — Гастарбайтер: роман в трёх действиях. — Москва. «Зебра Е». — 636 с. ISBN 978-5-906339-78-2
- 2017— Поэт и Писарь: роман. — Дюссельдорф. Издательство ZA-ZA., 157 с. ISBN 978-0-244-93466-8
- 2019 — Хваткий мой: повести.— Москва. ЛитРес: Самиздат. 140 с. ISBN 978-5-5320-9238-9
- 2019 — Мужские игры: повести. — Москва. ЛитРес: Самиздат. 124 с. ISBN 978-5-5320-9016-3
- 2020 — Швоткать: роман. — Москва. ЛитРес: Самиздат. 212 с. ISBN 978-5-532-05646-6
- 2021 — Ковид-дыра: повесть. — Москва. ЛитРес: Самиздат. 68 с. ISBN 978-5-532-96739-7
- 2021 — Неофобия: повесть. — Москва. ЛитРес: Самиздат. 66 с. ISBN 978-5-532-96740-3
- 2021 — Сказки дедушки Мусы. — Москва. ЛитРес: Самиздат. 38 с. ISBN 978-5-532-94646-0
- 2022 — Эр Тёштюк и утарченый Джан. Роман. — Москва. Литрес. 50 с. ISBN 9785532919259

## Книги, переведенные на иностранные языки
На эстонском языке
- 1975 — Mussa Muratalijev. Kespaeva paiku [jutud]. — Kirjastus «Eesti Raamat». Tallinn. — 48 с.
- 1987 — Mussa Muratalijev. Kollane lumi [Roman ja jutte]. — Tallinn.: «Eesti Raamat». — 344 с.

На венгерском языке
- 1986 — Musza Muratalijev. Egy vadàszsólyom tȍr ténete -. Móra Kiadó (Budapest) es a Kárpáti Kiadó (Uzsgorod). — 126 с. ISBN 963-11-4546-8

На латышском языке
- 1983 — Musa Muratalijevs. Aulo, puils!: Garais stāsts. — Riga «Liesma». — 158 с.

На немецком языке
- 1985 — Mussa Muratalijew. Mein Jagdfalke [Novelle]. Verlag Volk und Welt, Berlin. — 120 с.

На языке фарси
- 1982 — Муса Мураталиев, «Две жизни», повести и рассказы. — Ташкент, Прогресс. — 235 с.

На языке дари
- 1983 — Муса Мураталиев, «Две жизни», повести и рассказы. — Ташкент, Радуга. — 214 с.

На языке хинди
- 1988 — Musa Murataliev, Two Lives /Novels/ In Hindi. «Raduga» and Peoples Publishing house, Delhi. — 239 с. — ISBN 5-05-002097-2

На словенском языке
- 1988 — Musa Muratalijev Sokolíčku, sokolíku, sokole… (pp. 81–171).Tažní ptáci. Lidové Nakladatelství. Praha. — 414 с.

## Книги на киргизском языке
- 1970 — Тушкө жуук: повесть, ангемелер. — Фрунзе, «Мектеп». — 64 с.
- 1974 — Токой: повесттер, ангемелер. — Фрунзе, «Кыргызстан». — 118 с.
- 1977 — Көктөм: повесть жана ангемелер. — Фрунзе, «Мектеп». — 212 с.
- 1979 — Сары кар: роман жана повесттер. — Фрунзе, «Кыргызстан». — 217 с .
- 1981 — Май айынын күкүгү: роман. — Фрунзе, «Кыргызстан». — 223 с.
- 1983 — Караан: повесттер. — Фрунзе, «Мектеп». — 170 с.
- 1990 — Мусакундун өмүрү: роман, повесть. — Фрунзе, «Адабият». — 447 с. ISBN 5-660-00245-5.

## Пьесы
- 1969 — Тил кайруу. (одноактная пьеса) г. Ленинчил Жаш. 16-января, 1969-жыл.
- Дон Жуан. Жан-Батист Мольер (перевод на кирг. язык М. Мураталиева[11]) — дипломный спектакль киргизской актерской студии в Высшем театральном училище им. М. С. Щепкина (2002), режиссёр профессор Д. Кознов.

## Периодика
На русском языке
- Или ты чужой? /новелла/, — ж. «Литературный Киргизстан», 1969, № 3.
- Старость /новелла/, — ж. «Дружба народов», 1972, № 12 /в переводе А. Дмитриевой/.

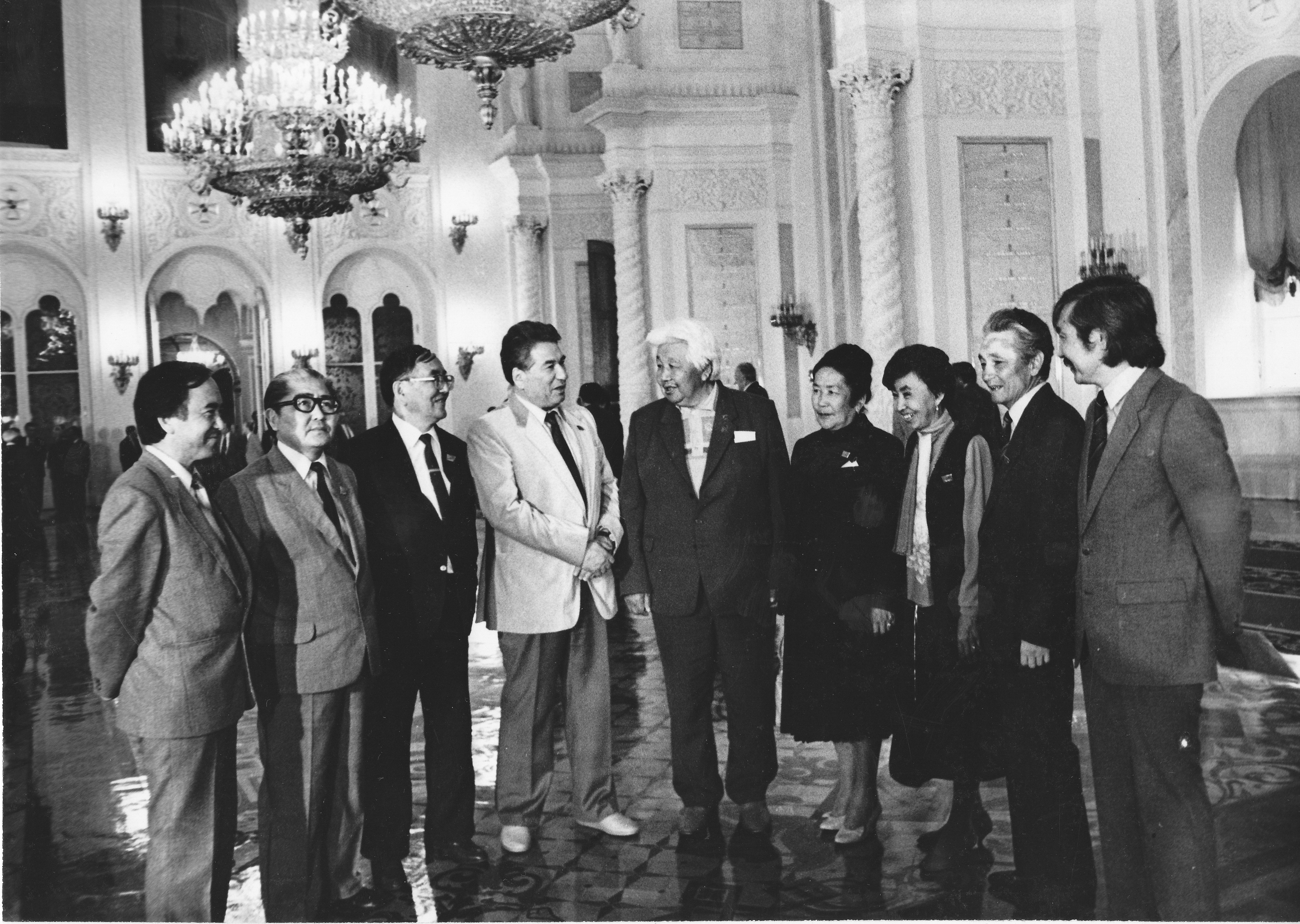
Делегация киргизских писателей на YIII-съезде СП СССР

- Чекенде /новелла/, — г. «Комсомолец Киргизии», 1973, 6 января.
- Горы /новелла/, — ж. «Литературный Киргизстан», 1973, № 1.
- Итике /новелла/, — ж. «Литературный Киргизстан», 1975, № 4.
- Теплота /новелла/, — г. «Комсомолец Киргизии», 1975, 18 сентября.
- Двое /рассказ/, — ж. «Литературный Киргизстан», 1976, № 5,
- Полдень /новелла/, — ж. «Литературный Киргизстан», 1976, № 5.
- Два всадника /рассказ/, — ж. «Советская женщина», 1976, № 12.
- Переправа /рассказ/, — г. «Советский Крым», 1977, 8 марта.
- Две жизни /повесть/, — ж. «Дружба народов», 1977, № 11.
- Большая горсть /новелла/, — ж. «Литературный Киргизстан», 1979, № 1.
- Тень птицы /повесть/, — ж. «Литературный Киргизстан», 1980, № 5.
- Не бойся, мы рядом /новелла/, — г. «Вечерний Фрунзе», 1981, 3 декабря.
- Хваткий мой /повесть/, — ж. «Дружба народов», 1982, № 12.
- Жизнь Мусакуна /главы из романа/, — ж. «Литературный Киргизстан», 1990, № 12.
- Охота на волков /повесть/, — ж. «Литературный Киргизстан», 1992, № 1.
- «Как дела, малыш?» /новелла/, — Сетевой литературный журнал «Камертон», 2012, № 35.
- «Александр Македонский и Асан кайгы» /сказка/, — Сетевой литературный журнал «Камертон», 2013, № 40.
- Ливерка. Рассказ. ж. Za-Za.- Дюссельдорф, № 24,2016[12]
- Глотнуть слюну. Повесть. ж. Zа-Za.- Дюссельдорф, № 29,2016.[13]
- Поэт и Писарь. Нон/фикшн. ж. Za-Za. — Дюссельдорф, № 3(33), 2017
- Поэт и Писарь. Нон/фикшн. ж. Za-Za. — Дюссельдорф, № 4(34), 2017
- Поэт и Писарь. Нон/фикшн. ж. Za-Za. — Дюссельдорф, № 5(35), 2017
- Хозяин стояка. Повесть. ж. Za-Za. — Дюссельдорф, № 12(42), 2017

На немецком языке
- Mussa Muratalijew Die Überfahrt, — j. Sowjet Literatur, 12, 1978. 37. Jahrgang
- Mussa Muratalijew Mein Kühner Falke, — j. Sowjet Literatur, 2, 1985. 30. Jahrgang
- Mussa Muratalijew Der Zuzugler, -g. Neues Deutschland, 18./19. Oktober 1997.
- Mussa Muratalijew Problem mit dem ‘Mai-Kuckuck’, — g. Neues Deutschland, 17. Oktober 1997.

На словенском языке
- Musa Muratalijew Przeprawa, — j. Literatura Radziecka, Czerwies 6(360) 1979.
- Musa Muratalijew Sokole, chүżolotnү ptaku mój, — j. Literatura Radziecka, Lutү 2(428) 1985.

На дунганском (китайском) языке
- Муса Мураталиев Жәту Луәди Сыхур /Щёфә/, — г. Шыйүади чи, № 103 (2259). 1979 нян, лайүә 25. Йи чи чӱди лён бян.

На таджикском языке
- Мӯсо Муродалиев Пеш аз ғуруб /ҳикоя/, — ж. «Садои шарқ», 1980, № 10. (118—125).

На латышском языке
- Musa Muratalijevs Kalni, — Draugu Balsis (padomju rakstnieku stāsti) Riga «Liesma» 1982
- Musa Muratalijevs. Brasls. /stāstu/. — Tjanšana avoti. Riga «Liesma» 1986 (281—287).

На украинском языке
- Муса Мураталіев Промінь золотоi зірки /Оповідання/, Сузір’я. Вип. 17-й Дніпро, 1982.
- Муса Мураталieв Ближче до полудня /повість/, — сб. Веселка Iссuk-Кулю. Киів. Видавництво «Молод», 1986.
- Муса Мураталіев Два життя /повість/, — сб. Сучасна Киргизька повісить. Киів. Видавництво Худньоi літератури «Дніпро», 1987

На белорусском языке
- Муса Мураталиеӱ Надзея /Апавядание/, сб. Братэрства — літаратурны зборник. Мінск «Мастацкая літаратура», 1982.

На английском языке
- Musa Murataliyev The Lucky Hunter, — j. Soviet Literature, No.2 (443), 1985.

На французском языке
- Moussa Mourataliev Mon Griffu, — j. Lettres Soviétiques, Œuvres et opinions Nº 314, 1985.

На испанском языке
- Musá Muratalïev Crueldad o Historia de un halcon, — j. Literatura Soviética, (440), 1985.

На казахском языке
- Мұса Мұраталиев Тіршілiк /әңгіме/, — г. Қазақ Әдебиетi, 22 август, 1986 жыл.
- Мұса Мұраталиев Тіршілiк өрici, — сб. «Кызыл Алма» Алматы «Жазушы» 1986.
- Мұса Мұраталиев Бұрынғы көршілер. Тал түс. /Екi әңгіме, — ж. Жалын № 4 1986.

На языке иврит
- צוטרוי, «סאווצטיש היימלאנד», 1987 N1 .מוראטאליֽצוו מוסא

## На киргизском языке
- 1967 — Атакебайым качан келесиң? (новелла), — г. «Кыргызстан маданияты», 13 — декабрь.
- 1967 — Папан (новелла), — ж. «Ала-Тоо», № 3.
- 1967 — Эне мээрими (новелла), — г. «Мугалимдер газетасы», 16, 20 — сентябрь.
- 1967 — Түшкө жуук (повесть), — ж. «Жаш Ленинчи», № 1.
- 1967 — Токой (повесть), — ж. «Ала-Тоо», № 11.
- 1969 — Тил кайруу, (1акт. пьеса), — г. «Ленинчил жаш», 16 — январь.
- 1971 — Чекенде (новелла), — ж. «Жаш Ленинчи», № 6.
- 1971 — Тоолор (новелла), — г. «Кыргызстан маданияты», 4 — август.
- 1971 — Итике (новелла), — ж. «Ала-Тоо», 1971, № 8.
- 1971 — Чоочун киши (новелла), — г. «Ленинчил жаш», 26 — октябрь.
- 1972 — Кечмелик (новелла), — ж. «Ала-Тоо», № 2.
- 1972 — Эки атчан (новелла), — ж. «Ала-Тоо», № 2.
- 1972 — Бийик көпүрөө (повесть), — ж. «Жаш Ленинчи», № 7,8.
- 1973 — Кочуш өмүр (новелла), — ж. «Ала-Тоо», № 2.
- 1973 — Дөөтү (новелла), — ж. «Ала-Тоо», № 2.
- 1973 — Жубайлар (новелла), — г. «Кыргызстан маданияты», 24 — май.
- 1973 — Эңсөө (новелла), — г. «Кыргызстан пионери», 3 — октябрь.
- 1973 — Алтын жылдыз (новелла), — г. «Советтик Кыргызстан», 17 — август.
- 1973 — Чарпая (повесть), — ж. «Ала-Тоо», № 12.
- 1974 — Ак калпак (новелла), — г. «Ленинчил жаш», 9 — май.
- 1975 — Адам жолу (новелла), — ж. «Ала-Тоо», № 5.
- 1975 — Таятамдын өмүрүнөн (новелла), — г. «Кыргызстан маданияты», 19 — июнь.
- 1975 — Кошуналар (новелла), — г. «Нарын правдасы», 16 — октябрь.
- 1976 — Жаңы конуш (повесть), — ж. «Ала-Тоо», № 2.
- 1977 — Бүйүз (новелла), — г. «Кыргызстан маданияты», 10 — март.
- 1977 — Ага-ини (новелла), — г. «Ленинчил жаш», 29 — октябрь.
- 1978 — Караан (повесть), — ж. «Ала-Тоо», № 1.
- 1978 — Тамды жакынсуу (новелла), — ж. «Жаш Ленинчи», № 11.
- 1979 — Көз байланганда (новелла), — г. «Ленинчил жаш», 13 — сентябр.
- 1980 — Май айынын күкүгү (роман), — ж. «Ала-Тоо», № 8,9.
- 1982 — Аңыз (новелла), — г. «Кыргызстан маданияты», 11 — март.
- 1982 — Алгырым (повесть), — ж. «Ала-Тоо», № 10.
- 1985 — Көк бөрү (повесть), — ж. «Ала-Тоо», № 7.
- 1989 — Мусакундун өлүмү (романдан), — г. «Кыргызстан маданияты», 27 — апрель.
- 1989 — Чымчым топурак (роман), — ж. «Ала-Тоо», № 5,6.
- 2008 — Жаман («Манас айтуу» романдан), — г. «Адабий Ала-Тоо», № 3, 4, 5.